# Cattolica di Stilo
La Cattolica di Stilo è una piccola chiesa bizantina a pianta centrale, di forma quadrata, costruita con muratura in mattoni, il cui tetto è costituito da cinque piccole cupole, molto caratteristiche; è situata alle falde del monte Consolino, a Stilo, nella città metropolitana di Reggio Calabria, ed è uno dei poli museali ed uno dei siti bizantini più importanti tra quelli presenti in Calabria.
Raffigurata a pagina 9 del passaporto italiano, dal 2006 fa parte della lista dei candidati, insieme ad altri sette siti basiliano-bizantino calabresi, per entrare a far parte della lista UNESCO dei siti patrimonio dell'umanità.
Nel 2015 è stata scelta per rappresentare la regione Calabria all'Expo 2015.

## Origine del nome
La denominazione di "cattolica" stava a indicarne la categoria delle "chiese privilegiate" di primo grado e proviene dalla parola greca katholikì (καθολική) che, nella nomenclatura impiegata sotto il dominio bizantino nelle province dell'Italia meridionale soggette al rito bizantino, spettava solo alle chiese munite di battistero. La denominazione è rimasta fino a oggi in certe località legate per tradizione a questo titolo, come ad esempio la chiesa cattolica dei Greci di Reggio Calabria, che fu la prima della città.

## Storia

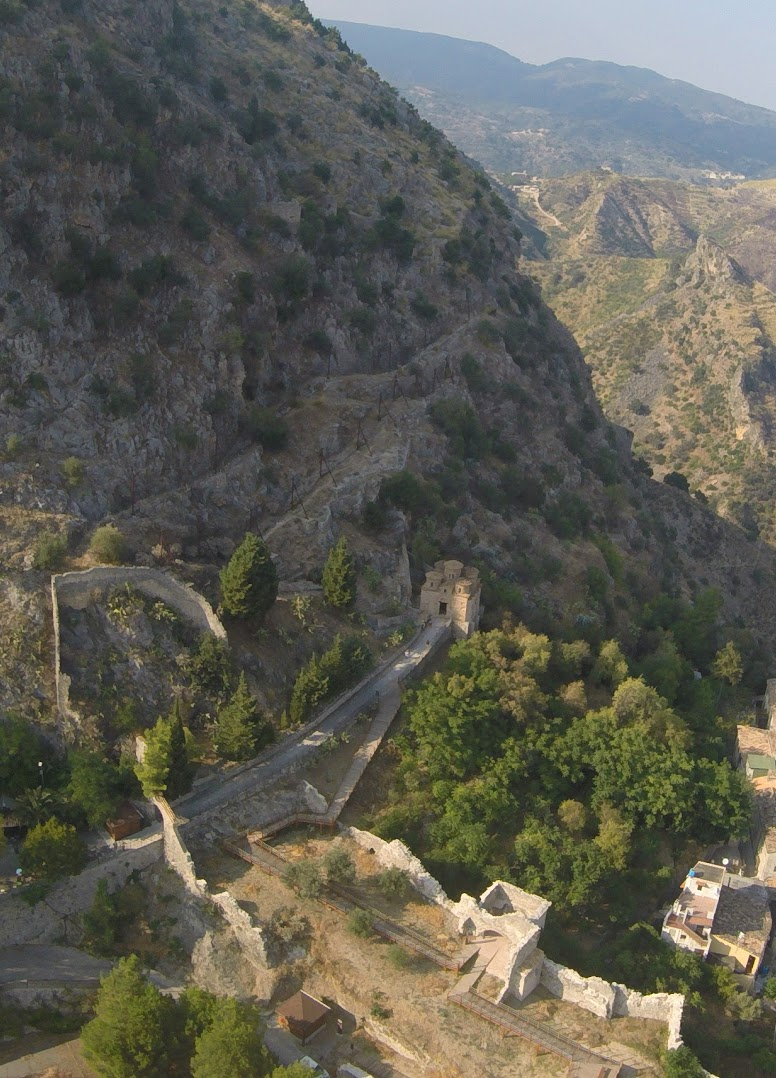
Vista dell'alto della cattolica e dell'ambiente in cui è stata edificata

Soggetta all'impero di Bisanzio fino all'XI secolo, la Calabria conserva oggi numerose testimonianze dell'arte orientale di cui la cattolica è un valido esempio. La cattolica era la chiesa madre tra le cinque parrocchie del paese, retta da un vicario perpetuo (succeduto al protopapa di epoca bizantina), che aveva diritto di sepoltura al suo interno. Ne sono testimonianza i resti umani, rinvenuti in un sepolcro marmoreo, con un anello di valore.
La sua edificazione viene data tra il IX ed il X secolo, prima della conquista normanna.
La storia della Cattolica è avvolta da un silenzio assoluto sino al XIX secolo, quando ne appare la prima citazione nella Memoria istorico-geografica del canonico Michelangelo Macrì (1760-1837) di Siderno, attestando così la continuità d’uso della chiesa a quel tempo. Fu illustrata per la prima volta da Heinrich Wilhelm Schulz nel 1840 nel corso dei suoi viaggi in terra calabra.

### Restauri e studi archeologici

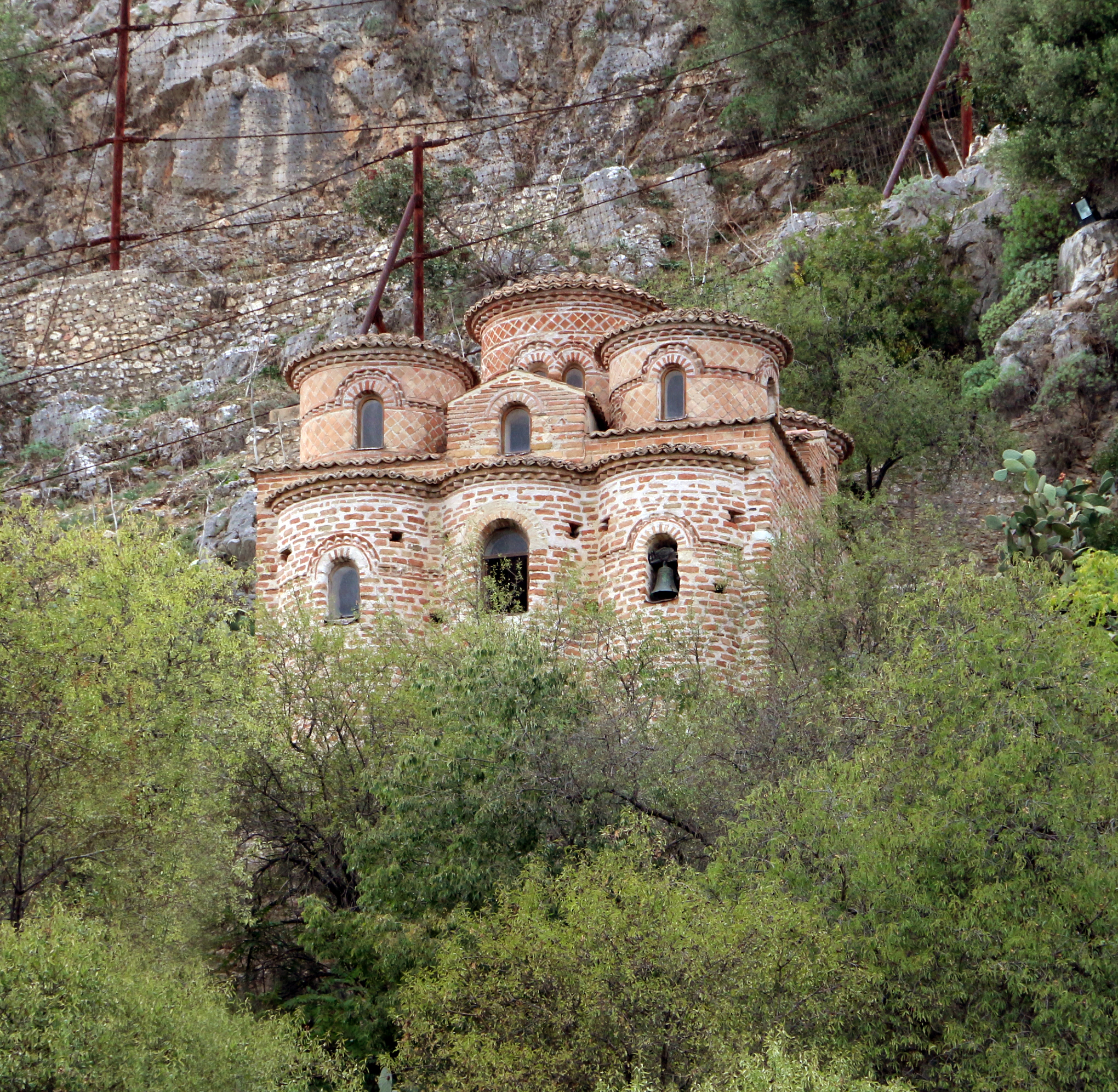
La chiesa vista dalla base della collina su cui sorge

La cattolica di Stilo è stata oggetto di numerosi interventi di consolidamento strutturale fra il XVII ed il XVIII secolo, ma il primo restauro in senso moderno fu svolto dall'archeologo Paolo Orsi fra il 1912 e il 1927, durante il quale fu eliminato il fronte a cuspide con una finestra trilobata sul portale d'ingresso.
Un secondo restauro fu condotto da Gilberto Martelli fra il 1947 e il 1951, restituendo «sia la copertura di tegole sui tamburi delle cupole [...] sia la forma attuale dei timpani sulle facciate».
Il restauro eseguito fra il 1968 e il 1980 da Giorgio Leone ha riportato alla luce gli affreschi di Cristo Pantocratore, dell'Annunciazione e parte del San Giovanni Battista, mentre durante i restauri all'esterno dell'edificio nel 1997-1998 sono state rinvenute ossa umane del basso medioevo e alcune scritte in lingua araba da Francesco Cuteri, o come riferisce un custode della Cattolica scritte trovate e tradotte da un monaco ortodosso che conosceva l'arabo.
Dal 2004 al 2006 furono eseguiti i restauri degli affreschi interni a opera del Consorzio Iconos, mentre nel 2011 si è conclusa l'opera di salvaguardia dalle infiltrazioni di acque meteoriche finanziato dal Ministero per i Beni Culturali e Ambientali su direzione della Regione Calabria.
Nell'aprile 2015 si è aperta una nuova campagna di restauri diretta da Francesco Cuteri e nel 2017 avvengono alcune scoperte importanti. L'8 gennaio viene annunciato che l'affresco della Dormitio Virginis è stato dipinto nel 1552: insieme alla campana bronzea cinquecentesca e dalla piccola acquasantiera in granito, ciò attesterebbe il cambio dal rito bizantino al rito latino. Il successivo 9 dicembre è stato invece reso noto che lo studioso di Calabria bizantina e medievale Elia Fiorenza ha scoperto, attraverso analisi fotogrammometriche, una nuova iscrizione in pessimo stato di conservazione che fa uso di molte abbreviazioni e che lo studioso ha datato al XV secolo.

## Descrizione

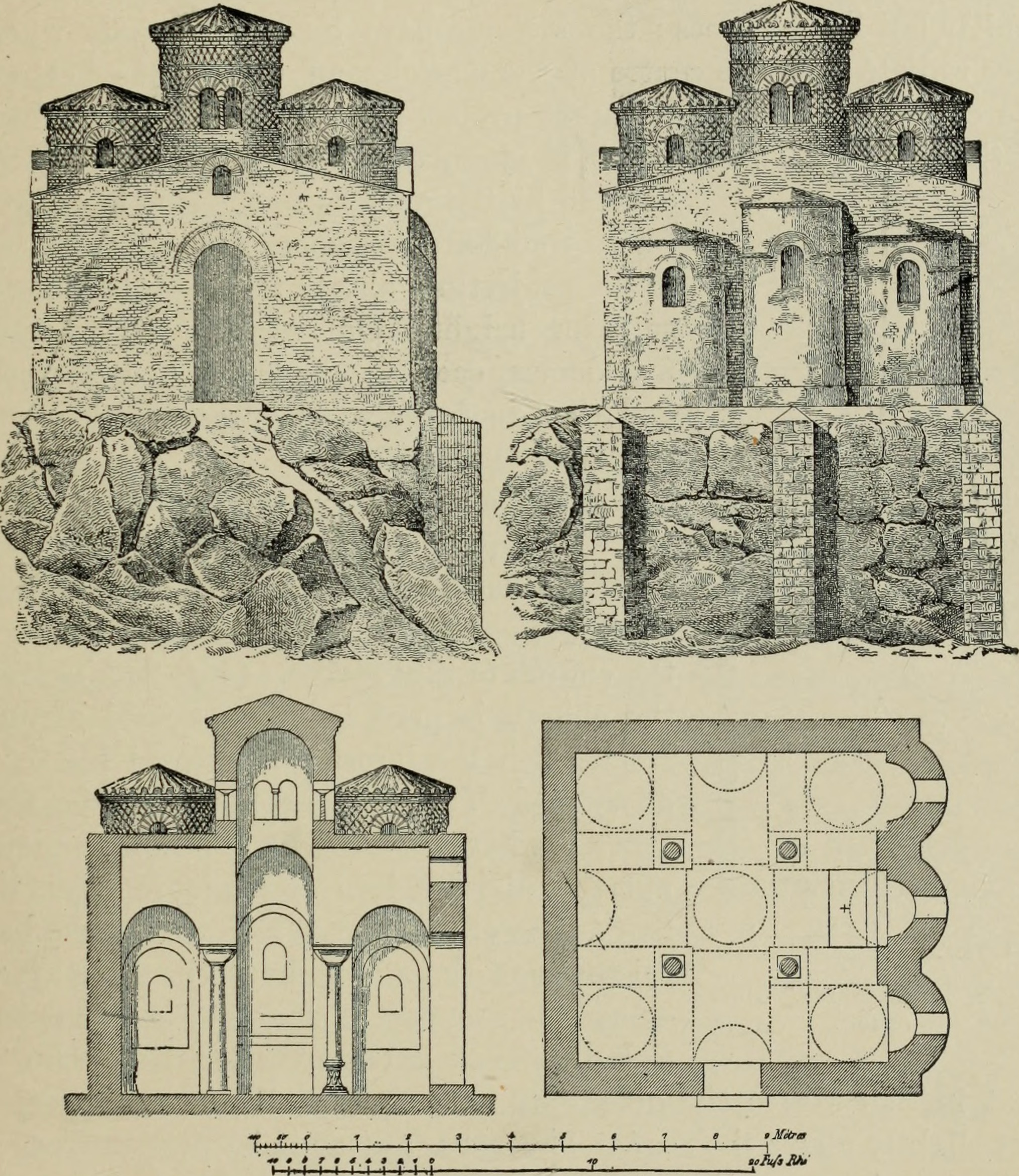
Prospetti, sezione e pianta della cattolica rappresentati in un testo del 1901.

La cattolica di Stilo è un'architettura bizantina, assimilabile alla tipologia della chiesa a croce greca iscritta in un quadrato, tipica del periodo medio-bizantino. All'interno quattro colonne dividono lo spazio in nove parti, all'incirca di pari dimensioni. L'area quadrata centrale e quelle angolari sono coperte da cupole su delle colonne di pari diametro, ma la cupola centrale è leggermente più alta e ha un diametro maggiore. Sul lato orientale sono presenti tre absidi.
Questa tipologia è simile a quella delle chiese di San Marco di Rossano e San Giorgio di Pietra Cappa presso San Luca e a quella degli Ottimati di Reggio Calabria, nella sua forma originaria.

### Esterno

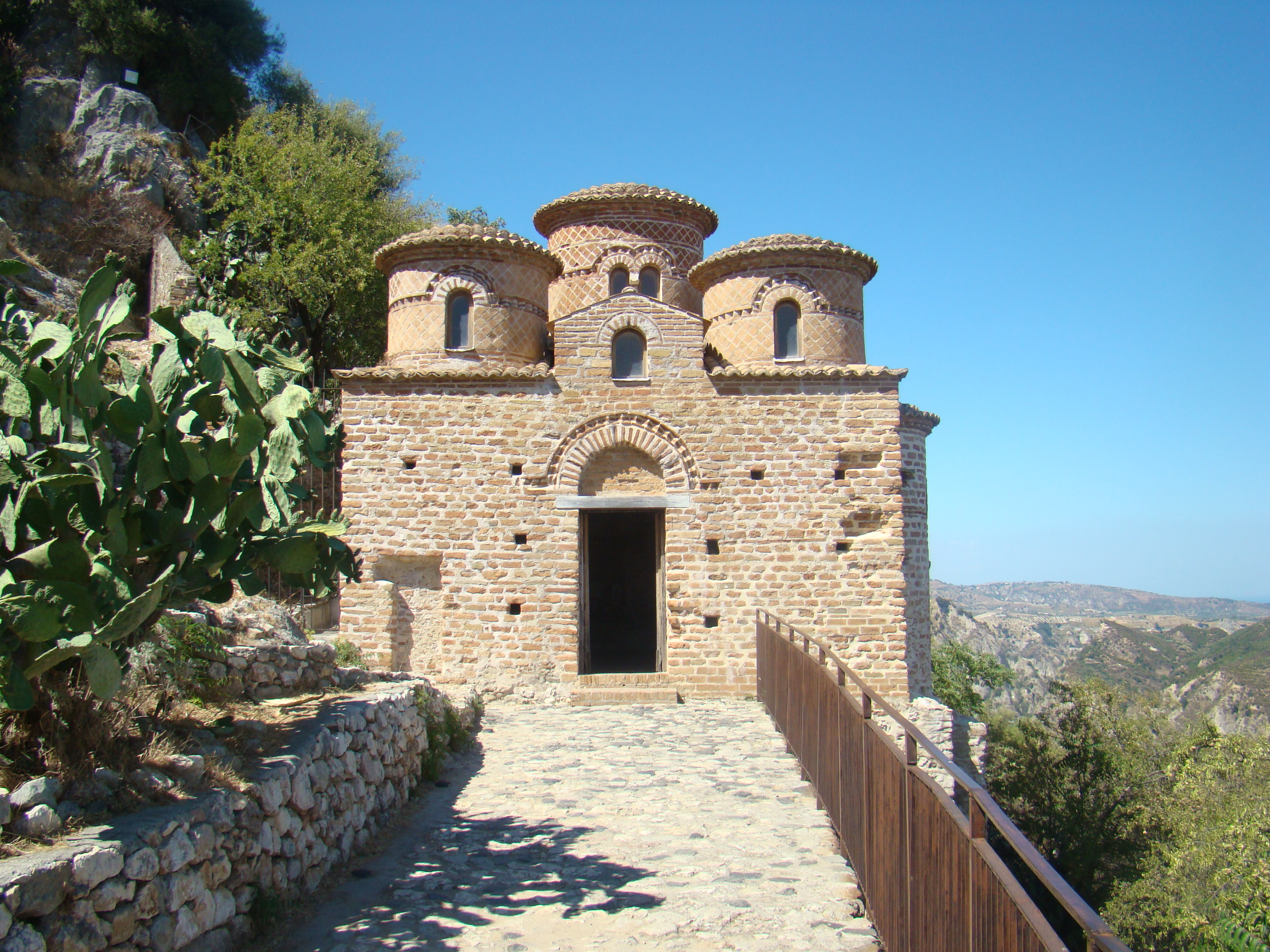
Facciata della cattolica

L'aspetto generale dell'edificio è di forma cubica. Il muro perimetrale è spesso 70 centimetri realizzato con un particolare intreccio di grossi mattoni uniti tra loro dalla malta. L'uso del materiale laterizio (più costoso della roccia, ma più semplice da utilizzare) e la tecnica usata dai costruttori non trovarono però concorde Paolo Orsi, sovrintendente al Museo Nazionale di Reggio Calabria, che data i mattoni come «cortine di laterizi della buona età imperiale», in contrapposizione ad altri studiosi che pensavano fossero usati per «disciogliere la plasticità della parete nell'accentuazione della grana e del colore del materiale». I contrafforti sono invece realizzati con pietrame e laterizio.
L'archeologo Francesco Cuteri ha rinvenuto nella parete occidentale esterna della muratura un mattone con un marchio, il quale ne indica la provenienza dalle botteghe romane del III secolo D.C. nei pressi di Scolacium: è quindi probabile che i mattoni siano stati raccolti da una villa romana in contrada Maddaloni (Stilo), non lontano da Scolacium, e poi reimpiegati per la costruzione della chiesa.
Sulla parte di ponente la costruzione si adagia per lo più sulla roccia nuda, mentre la parte di levante, che termina con tre absidi, poggia il suo peso su tre basi di pietra e materiale laterizio.
La cattolica esternamente è quasi priva di decorazioni, a parte per due cornici di mattoni disposti a dente di sega lungo l'andamento delle finestre. Le cupolette sono state costruite con una struttura a opus reticulatum e poi rivestite di mattonelle quadrate di cotto disposte a losanga.
Secondo gli studiosi Bérteaux e Ferrante, gli edifici a cinque cupole del sud Italia non sono stati costruiti sotto l'influenza di altri edifici, ma sono modelli originali, poiché i loro costruttori con tutta probabilità ignoravano gli esempi di chiese a cinque cupole costruite negli stessi anni a Cipro, come la chiesa di San Barnaba e Ilario a Peristerona e la chiesa di San Parasceve a Hieroskipos.

### Interno

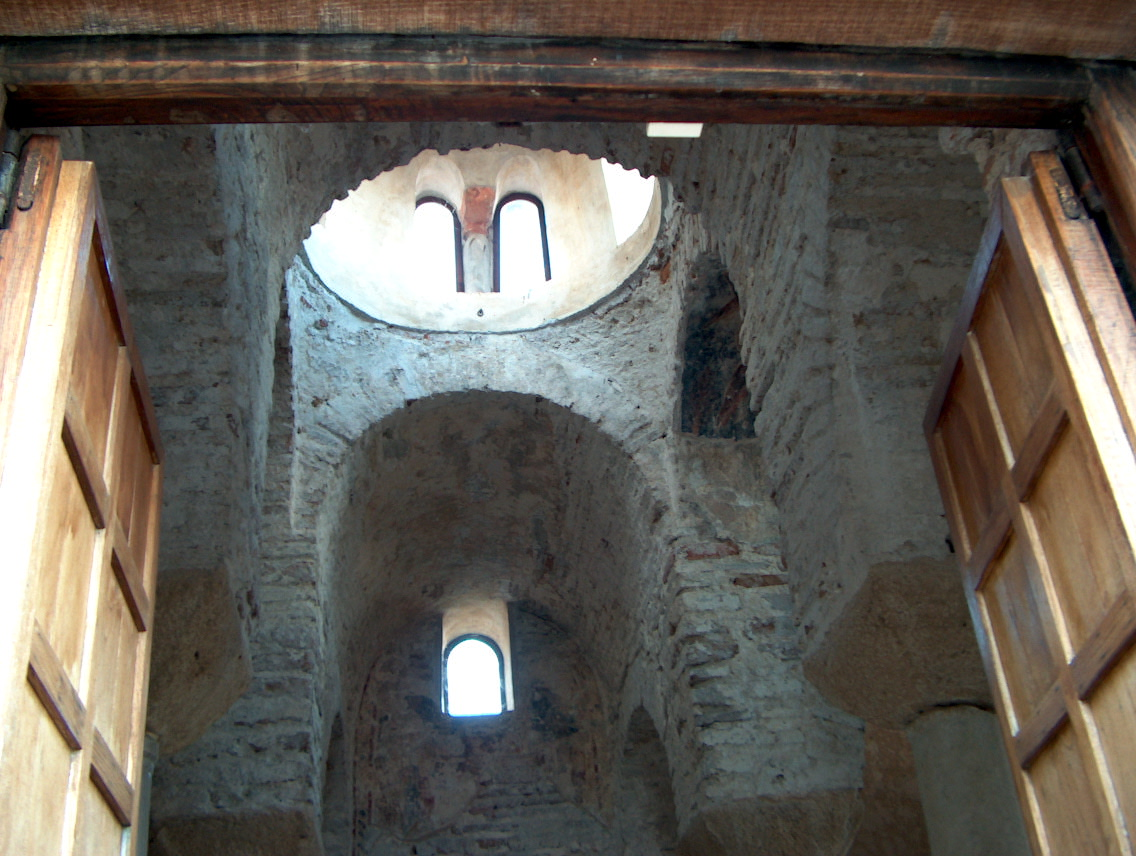
L'interno della chiesa

La particolare disposizione delle fonti di luce all'interno mette in risalto lo spazio e conferisce maggiore slancio, oltre a fornire un sottile richiamo al meccanismo simbolico della gerarchia e della scala umana. Questa dilatazione dello spazio serviva a mettere in risalto gli affreschi di cui i muri della chiesa erano interamente ricoperti in origine e a cui era affidato il compito di decontestualizzare la superficie muraria.
Il piccolo ambiente della chiesa è munito di tre absidi sul versante orientale: quella centrale detto bema conteneva l'altare vero e proprio, quella a nord detto prothesis accoglieva il rito preparatorio del pane e del vino, mentre quella a sud detto diakonikon  custodiva gli arredi sacri e serviva per la vestizione dei sacerdoti prima della liturgia .

#### Iscrizioni

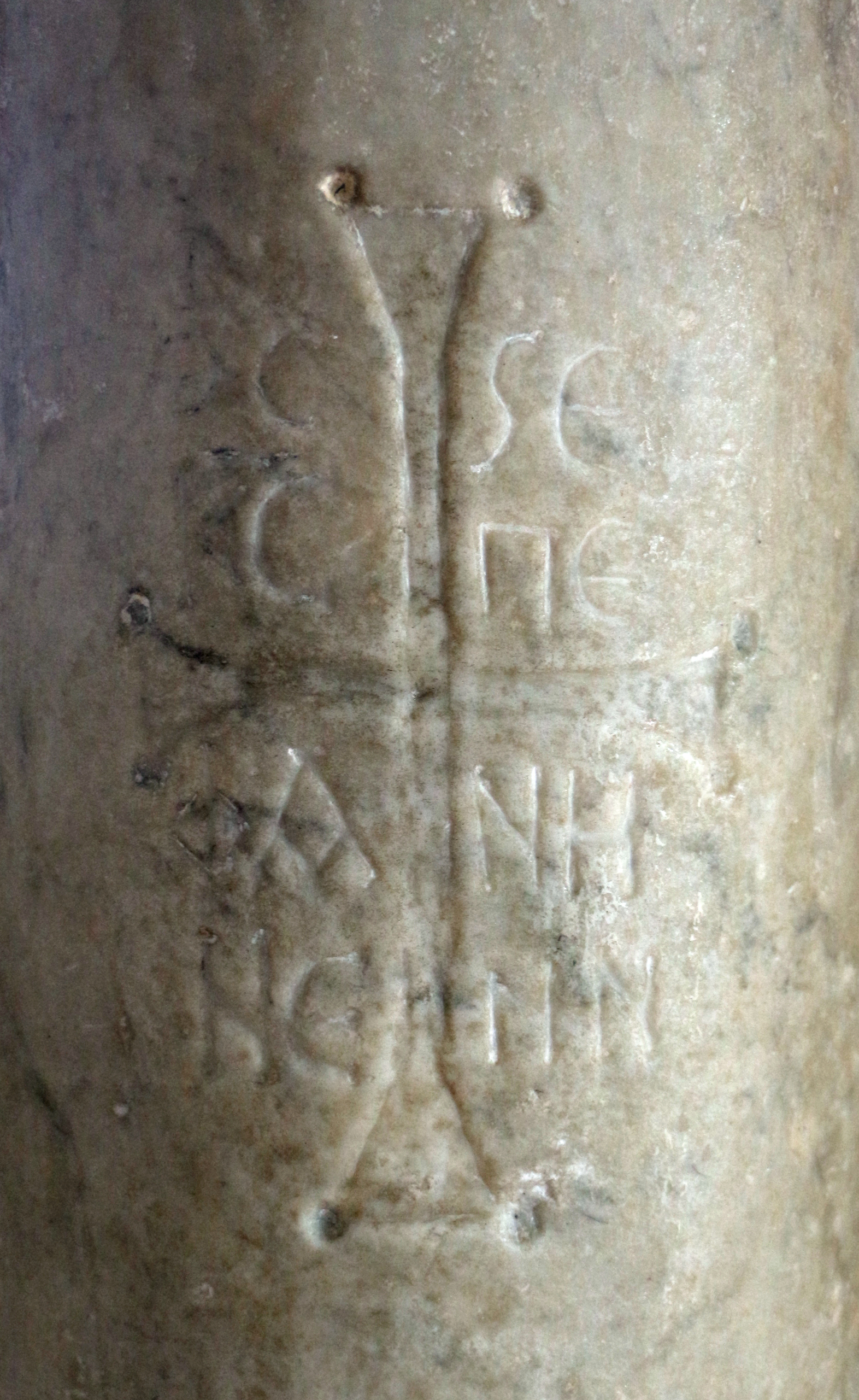
Croce su colonna

Sopra l'abside di sinistra (prothesis) è posta una campana di manifattura locale del 1577, risalente all'epoca in cui la chiesa fu convertita al rito latino, che raffigura a rilievo una Madonna con Bambino e, limitata da croci, un'iscrizione:
Un pezzo di colonna antica nell'abside prothesis, fu adibito a mensa per la conservazione delle specie eucaristiche, mentre le quattro colonne che sostengono le cupolette, poggiano su basi differenti, recuperate da epoca molto più antica (fra cui una base ionica capovolta innestata sopra un capitello corinzio rovesciato e un capitello ionico capovolto).

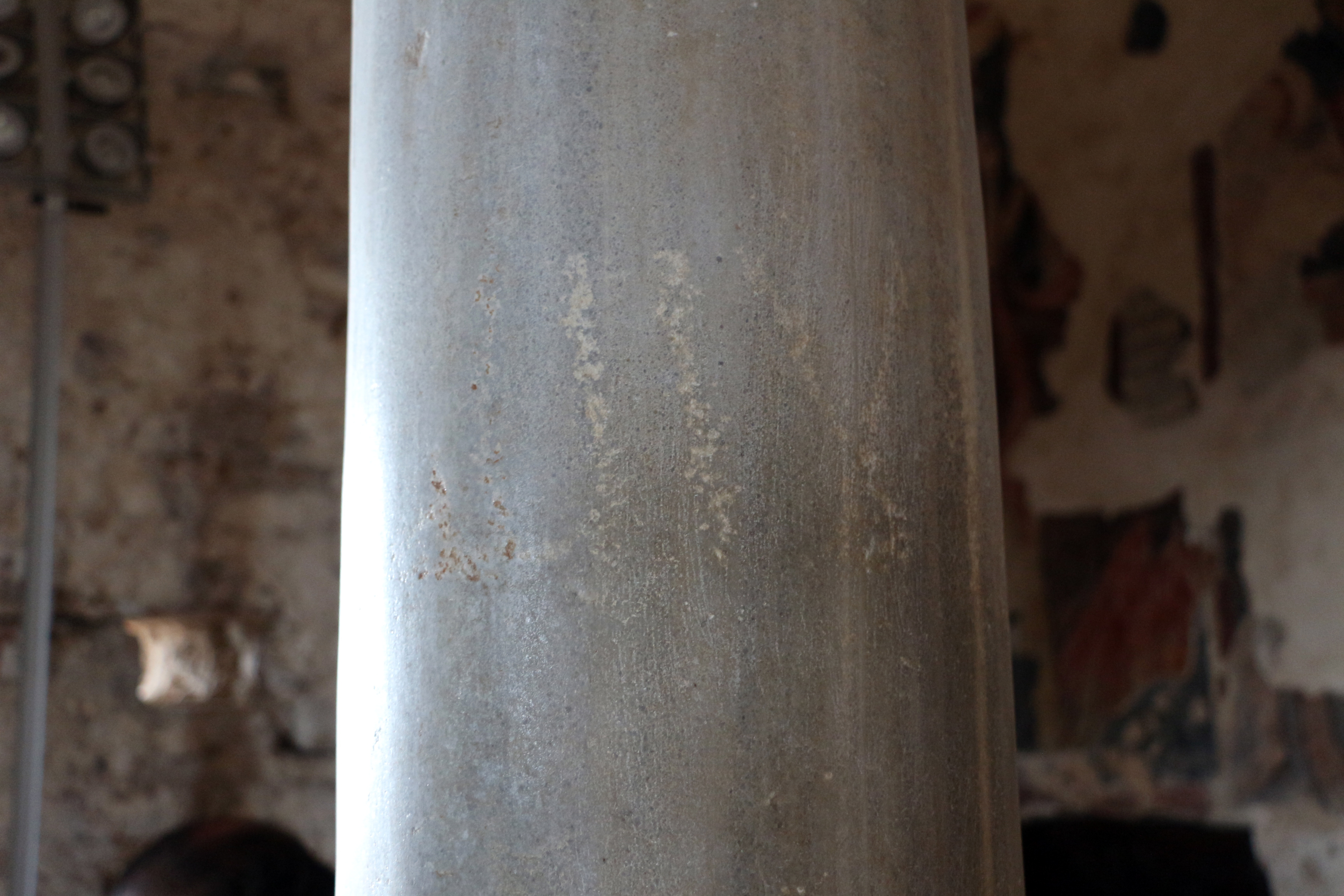
Iscrizione araba

Entrando nell'edificio, nella prima colonna a destra è scolpita una croce con lettere greche in forma onciale interpretata come la trascrizione del versetto 27 del salmo 118 Deus Dominus nobis apparuit. Sul fusto della colonna sono anche inscritte le shahada, professioni di fede musulmane, La 'Ila ha Illa Alla h wahdahu ("Non c'è Dio all'infuori del Dio unico") e LIlla hi al Hamdu ("A Dio la lode"), scoperte da Cuteri nel 1997. Non è infatti da escludere un eventuale uso della cattolica come oratorio musulmano, come d'altro canto non è da escludere che le colonne possano essere state portate sul posto già incise; comunque gli arabi (il cui scopo generalmente non era la conquista della regione, ma il suo saccheggio) inspiegabilmente non distrussero la piccola chiesa bizantina, ma decisero di innalzarla a propria sede di culto e di preghiera, forse perché attratti dalla sua bellezza, e dal suo particolare posizionamento.

#### Affreschi
Gli affreschi si trovano su tutte le pareti della chiesa. Non si sono conservati integralmente, ma le parti restanti consentono di comprendere che sono stati realizzati in maniera diseguale e in varie fasi tra la fine del X e il XV secolo. A esclusione delle absidi, non sono presenti affreschi sul soffitto dell'edificio.
- Bema (abside centrale):
  - Cristo Pantocratore nella volta[23]
  - San Nicola Vescovo di Mira nella lesena di sinistra[23]
  - San Basilio Magno[23]
- Prothesis (abside nord):
  - Santo ignoto
- Diakonikon (abside sud):
  - Secondo Paolo Orsi  è rappresentato San Giovanni il Precursore[23]
- Parete occidentale:
  - Dormitio Virginis in cui vi è il particolare dell'angelo che taglia le mani all'eretico[23]
  - Il Longino[23]
  - Cartiglio con lettere greche tenuto da un soldato[23]
  - L'annunciazione di Maria con l'Arcangelo sovrapposto a un affresco di San Giovanni Battista, di cui rimane solo il braccio e la mano destra che benedice e la parte destra del corpo[23]
  - Santa Margherita che calpesta un serpente[23]
- Parete settentrionale:
  - Presentazione di Gesù al tempio con la profetessa Anna[23]
  - Santi bizantini non identificati tra cui forse San Paolo (in basso a destra)[23]
- Parete meridionale:
  - Persona ignota con pelliccia di ermellino all'interno del mantello[23]

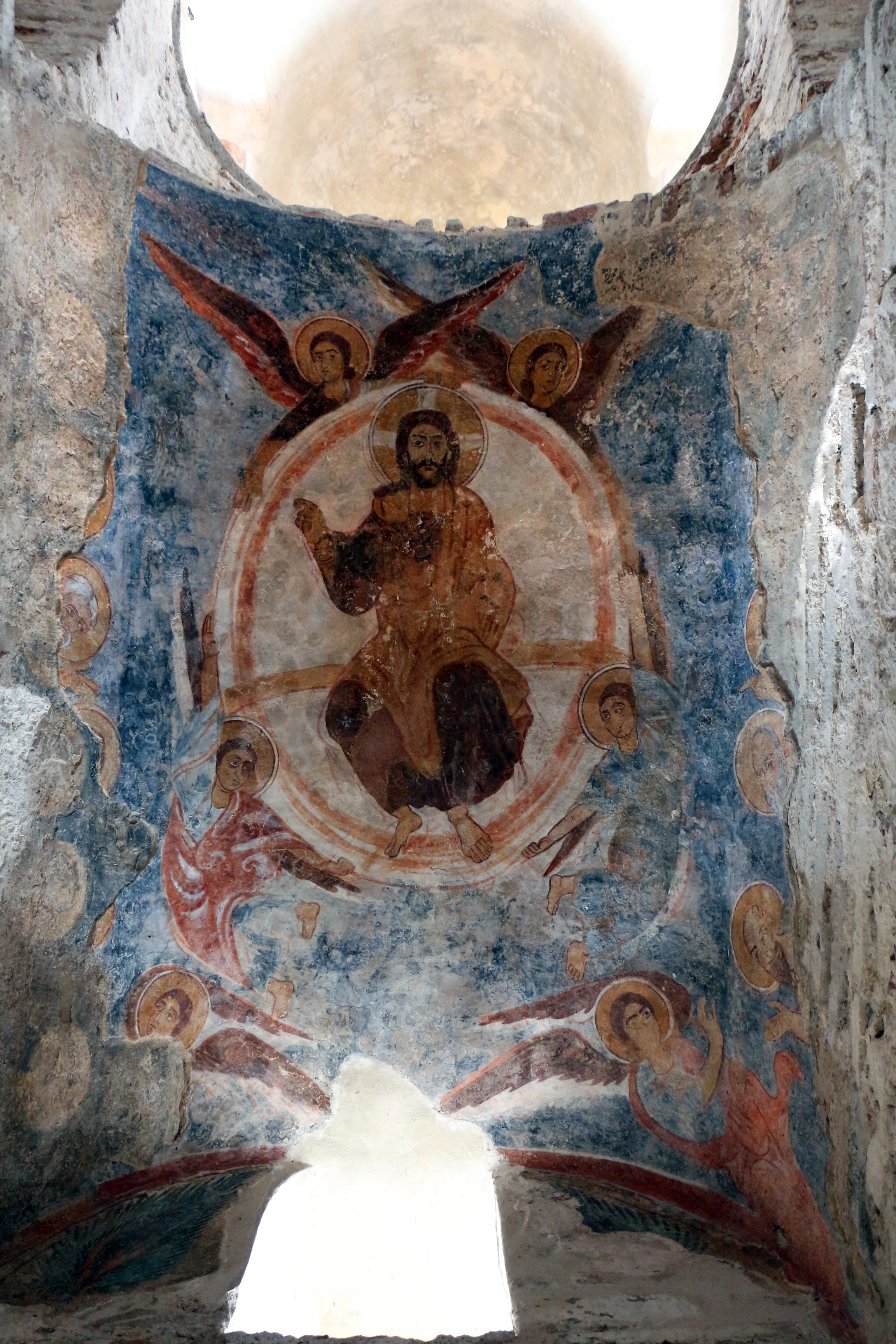
Pantocratore del 1190 circa.
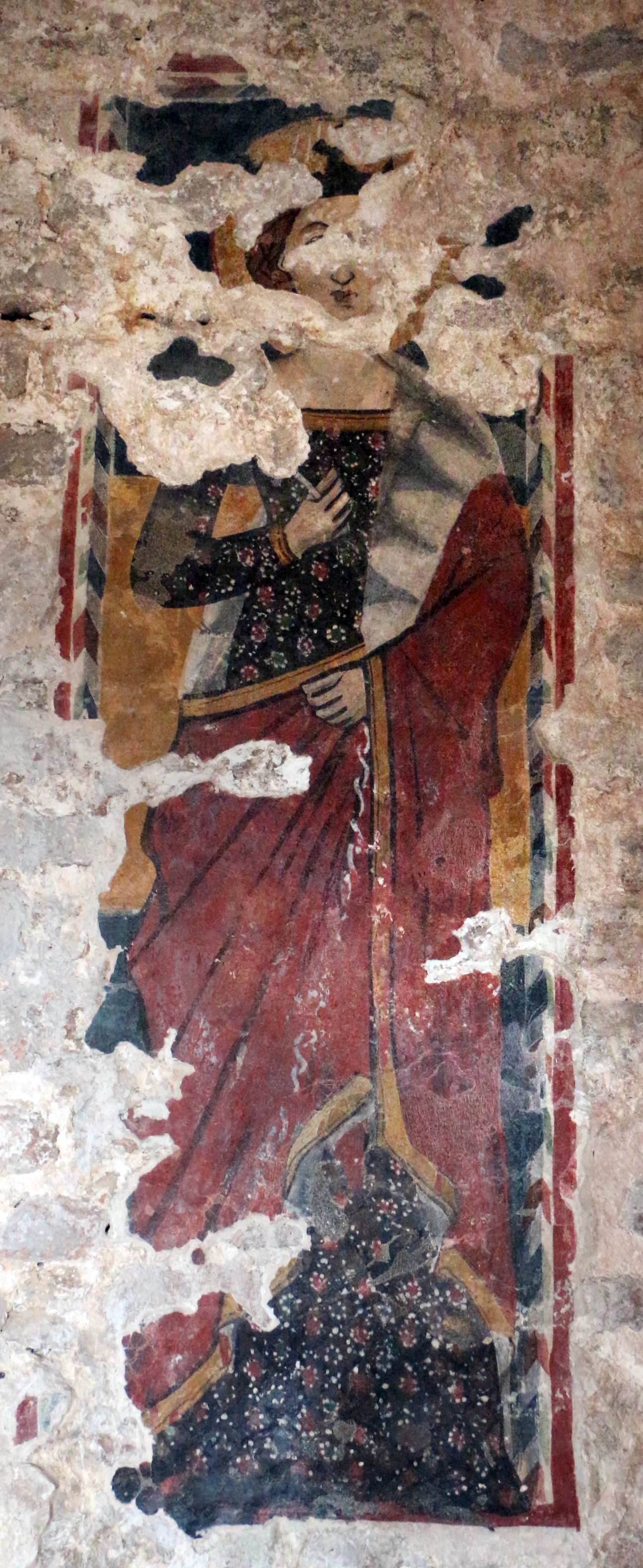
Santa del 990-1010 ca.
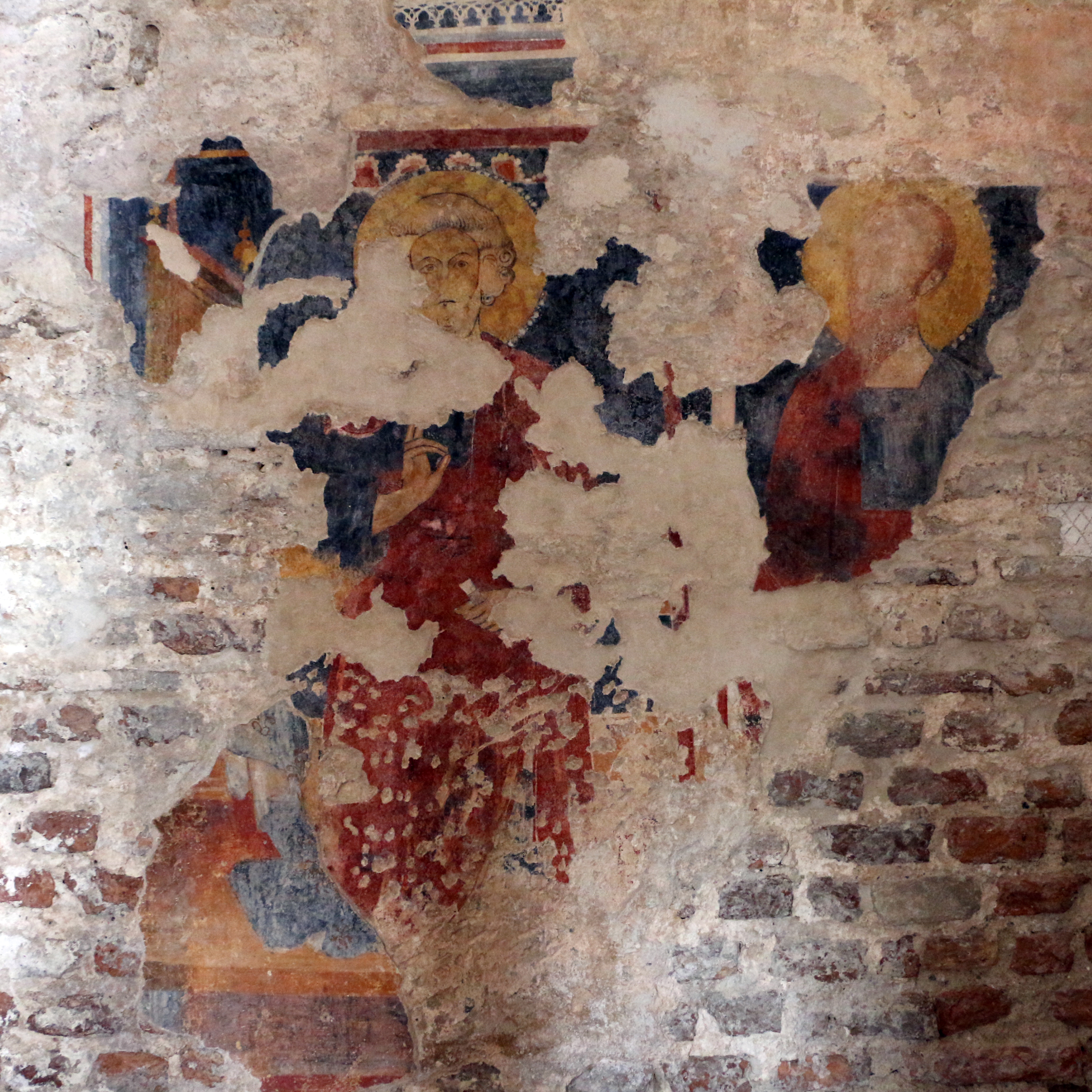
Raffigurazione di santi, tra cui uno con cartiglio greco, 990-1010 ca.
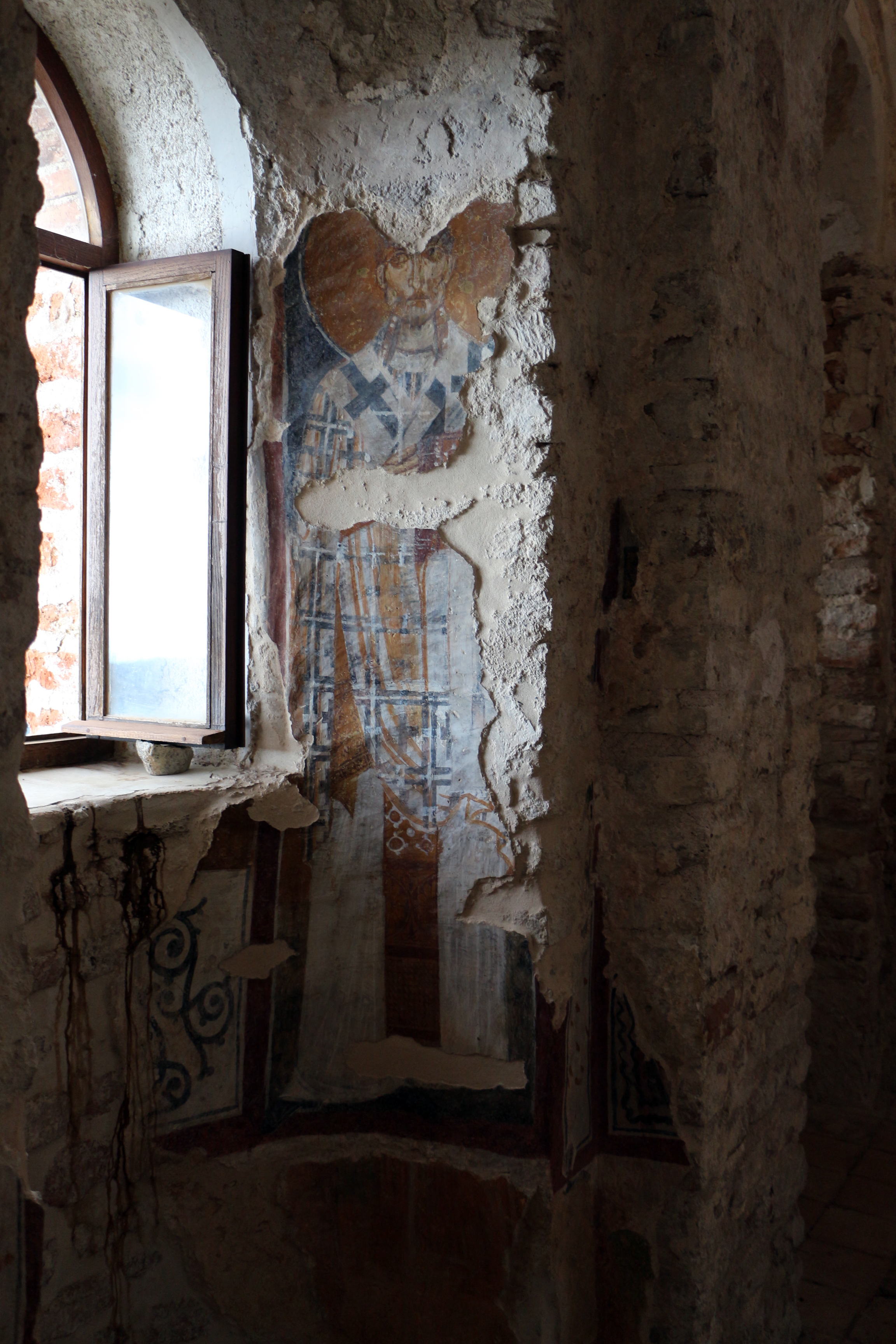
San Giovanni Grisostomo del 1190 ca.
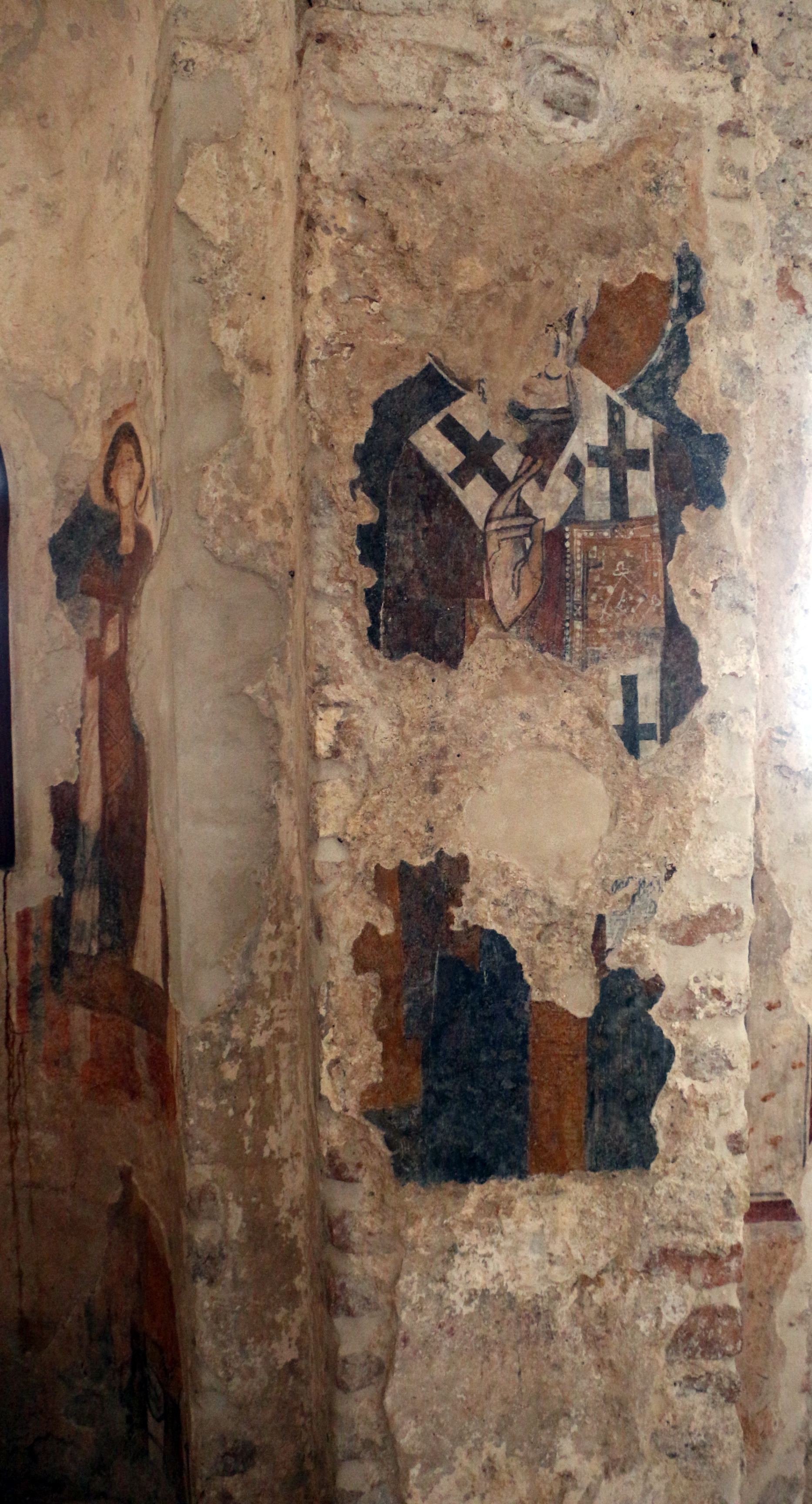
Santo vescovo, 1190 ca.
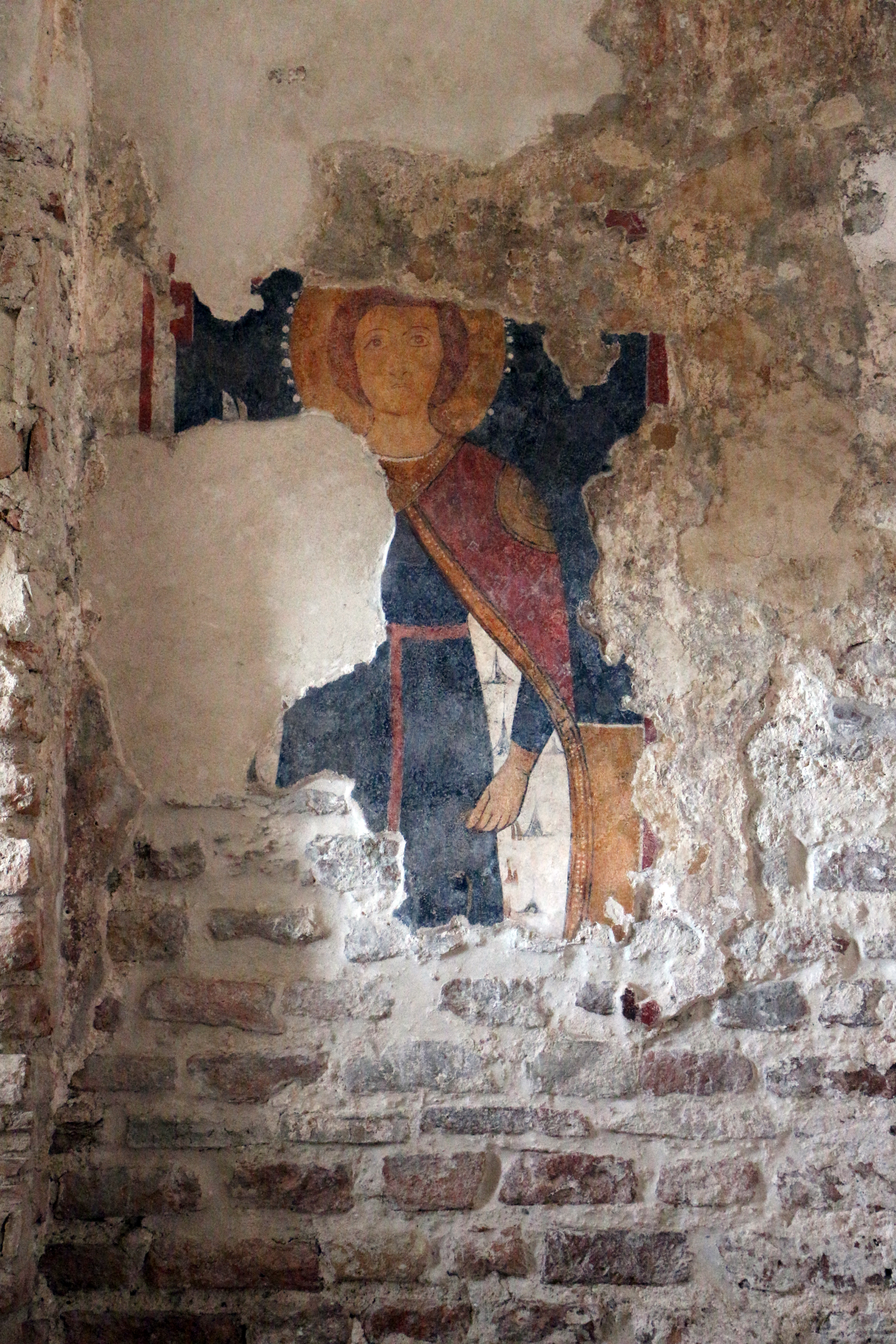
Santo vescovo, 1190 ca.
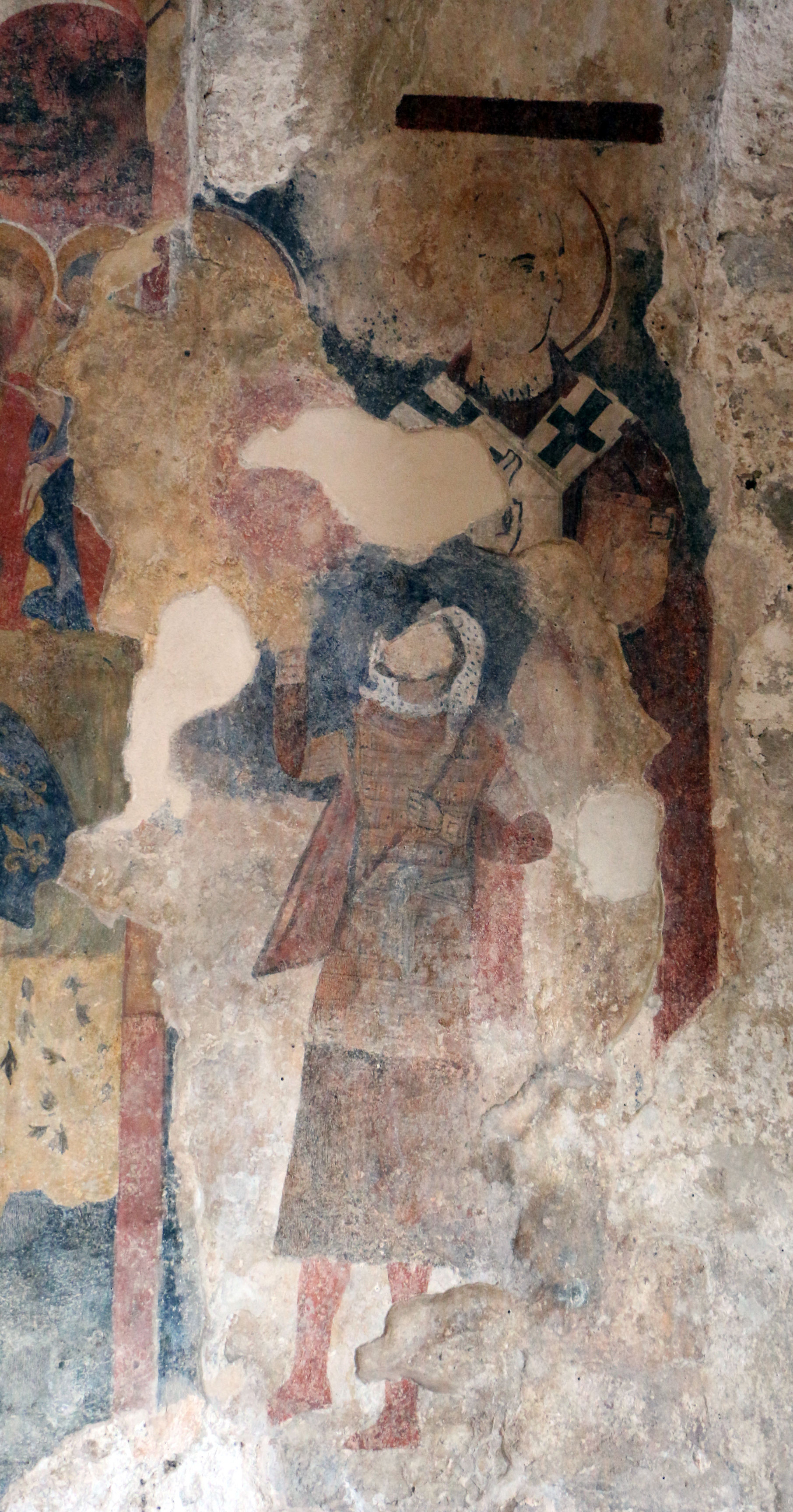
Santo vescovo, 1190 ca.
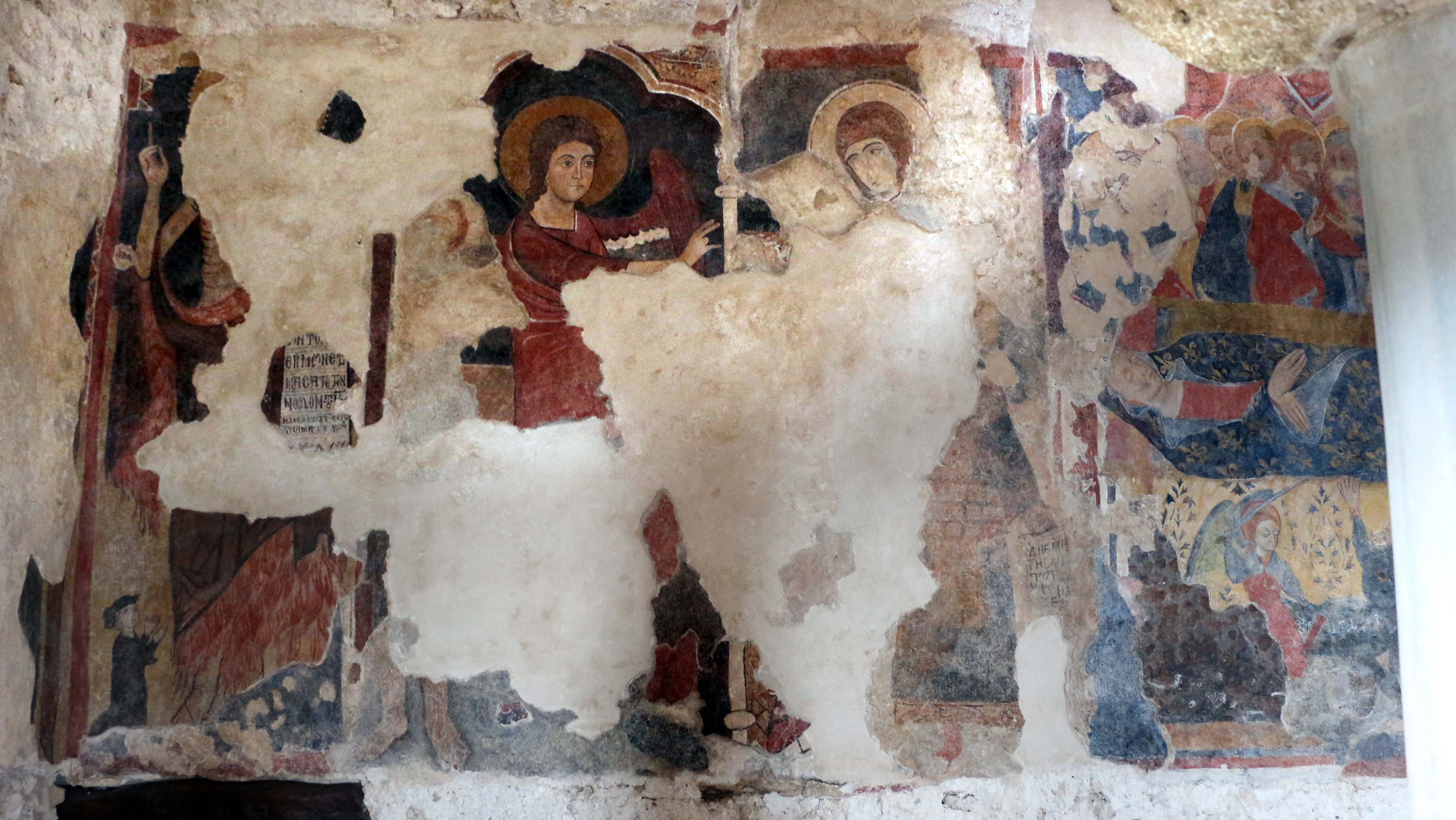
Il Battista, Arcangelo Gabriele e i Santi Bartolomeo e Margherita, del 1290-1310 ca.
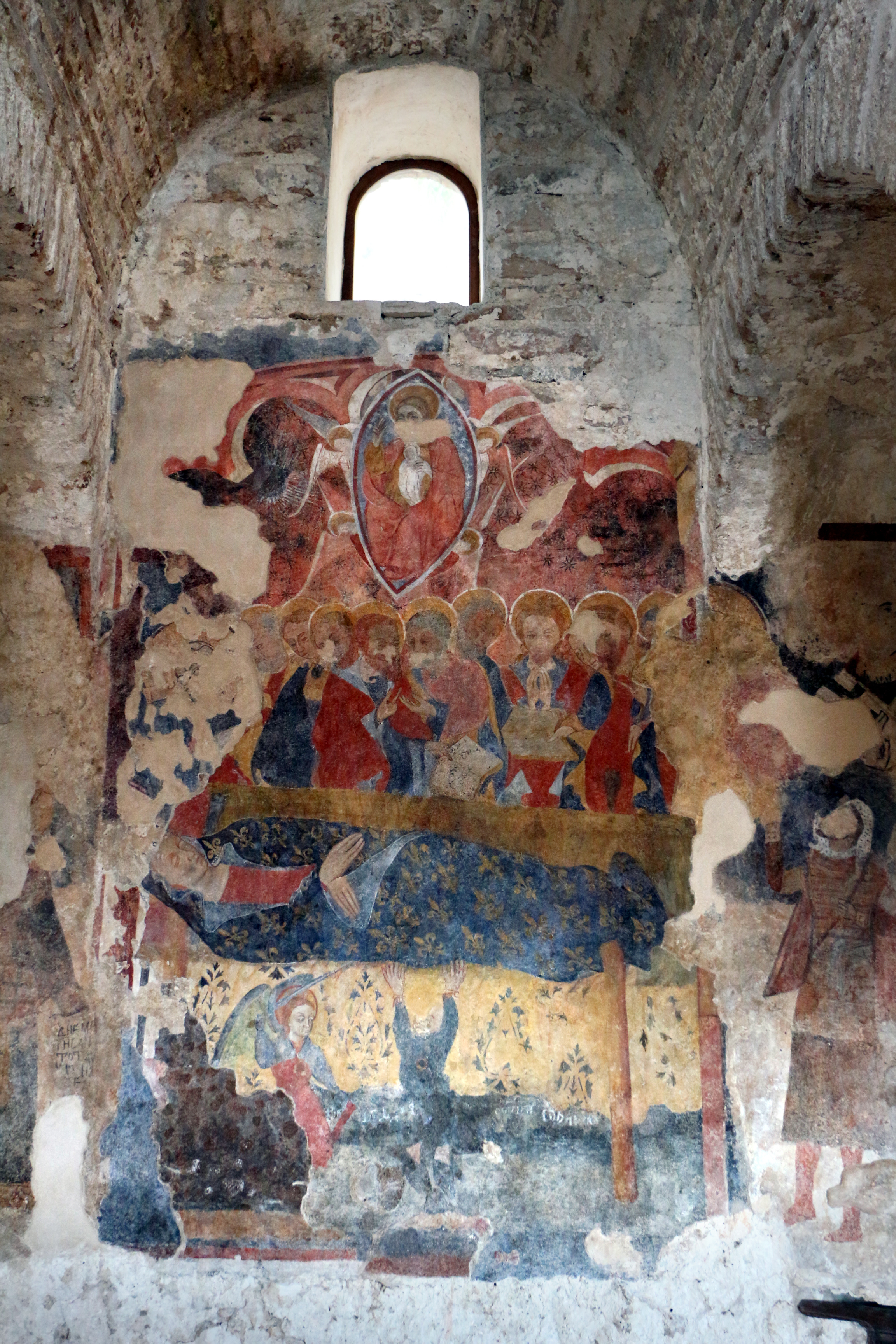
Dormitio Virginis del 1552